# Deímaco (geógrafo)
Deímaco (/diˈɪməkəs/; griego Δηίμαχος) era un griego del Imperio Seleucida que vivió durante el siglo III a. C. Se convirtió en embajador en la corte de Bindusara "Amitragata" (hijo de Chandragupta Maurya) en Pataliputra en India.

## Biografía
Como embajador, fue el sucesor del famoso embajador e historiador Megástenes. Ambos fueron mencionados por Estrabón: "Ambos hombres fueron enviados [como] embajadores a Palímbotra (Pataliputra): Megástenes a Sandrócoto, Deímaco a Amitrócades, su hijo".
Aparentemente, Deímaco escribió mucho sobre la India y se cita como referencia en temas geográficos, a pesar de que ahora se han perdido sus obras:

"Es probable que haya más de 3000 estadios, pero si añadimos a esta cifra los 30.000 estadios, que Deímaco indica que hay entre [el extremo meridional de la India] y el país de los bactrianos y de los sogdianos, descubriremos que ambas naciones se encuentran más allá de la zona templada y la tierra habitable."
(Estrabón II, 1,14)

"Los cálculos de Megástenes y Deímaco son más moderados, ya que estiman la distancia entre el mar del Sur y el Cáucaso en más de 20.000 estadios".
(Estrabón XV, 1,12)

Estrabón, empero, cuestionó estas cifras y algunos de los relatos descabellados de ambos hombres, aunque también aportaron amplios conocimientos sobre la India:

"En general, los hombres que hasta ahora habían escrito sobre los asuntos de la India, eran un conjunto de mentirosos. Deímaco ocupa el primer lugar de la lista, Megástenes llega después, mientras que Onesícrito y Nearco, con otros de la misma clase, consiguen balbucear algunas palabras [de verdad]. De eso nos convencemos aún más mientras que escribimos la historia de Alejandro. No se puede tener ninguna fe en Deímaco y Megástenes. Acuñaron las fábulas sobre hombres con orejas suficientemente grandes para dormir dentro de ellas, hombres sin boca, sin nariz, con un solo ojo, con las patas de araña y con los dedos inclinados hacia atrás. Renovaron la fábula de Homero sobre las batallas de las grullas y los pigmeos y afirmaron que éstos tuvieron una altura de tres palmos. Hablaron de hormigas que excavaban oro, de Paniskoi [o pequeños Panes] con cabezas en forma de cuña, de serpientes tragándose bueyes y ciervos, con cuernos y todo, mientras que, como ha observado Eratóstenes, acusándose mutuamente de falsedad."
(Estrabón II, I, 9)

## Citas
1. ↑  Mookerji, 1988, p. 38.
2. ↑  Estrabón II, I, 9, enlace archivado aquí
3. ↑  Estrabón XV, 1,12, enlace archivado aquí
4. ↑  Mookerji, 1988.